# Речани (квартал на Велес)
Вижте пояснителната страница за други значения на Речани.
Речани (изписване до 1945 година: Рѣчани; на македонска литературна норма: Речани) е квартал на град Велес, в централната част на Северна Македония.

## География
Кварталът е разположен в северната част на града, на източния бряг на река Вардар, северозападно от старата махала Пърцорек.